# Más y más (álbum)
Más y más... es el título del 13°. álbum de estudio grabado y realizado por el cantautor español Camilo Sesto. Fue lanzado al mercado bajo el sello discográfico Ariola a finales de 1981. El álbum fue realizado y producido por el propio artista. 
Forma parte de la lista de  los 100 discos que debes tener antes del fin del mundo, publicada en 2012 por Sony Music.

## Clasificación y ventas
| País   | clasificación | Certificación |
| ------ | ------------- | ------------- |
| España | 2             | Oro           |

## Lista de canciones
- Todas las canciones compuestos por Camilo Blanes, excepto donde se indica.[2]

| Más y más... |                             |                           |          |  |
| N.º          | Título                      | Escritor(es)              | Duración |  |
| 1.           | «Amor, no me ignores»       | Camilo Blanes             | 3:38     |  |
| 2.           | «Tarde o temprano»          | Camilo Blanes             | 3:34     |  |
| 3.           | «Entre ella y tú»           | Camilo Blanes             | 3:56     |  |
| 4.           | «Qué más te dá»             | Camilo Blanes             | 3:54     |  |
| 5.           | «No sabes cuánto te quiero» | Camilo Blanes             | 4:37     |  |
| 6.           | «Tal para cual»             | Camilo Blanes · J. Parker | 3:47     |  |
| 7.           | «Agua pasada»               | Camilo Blanes             | 4:10     |  |
| 8.           | «No te cambiaría por nadie» | Camilo Blanes · J. Parker | 3:23     |  |
| 9.           | «Hasta el final»            | Camilo Blanes             | 3:20     |  |
| 10.          | «Nunca más...»              | Camilo Blanes             | 3:52     |  |
| 38:10        |                             |                           |          |  |

## Créditos y personal

### Músicos
- Trevor Bastow - Arreglos y dirección musical.
- Trevor Hallesy - Ingeniería de sonido
- Nick Rogers, Neill Hutchinson - Asistentes de ingeniería
- Serapio Carreño - Fotografía
- Camilo Blanes - Producción.

Temas editados por Arabella Ediciones Musicales, S.A.; excepto "Tal para cual", "No te cambiaría por nadie" y "Entre ella y tú".